# Sergej Fjodorov
Sergej Viktorovič Fjodorov, Mezinárodním jménem Sergei Fedorov (* 13. prosince 1969, Pskov, Sovětský svaz) je bývalý ruský hokejový útočník. V současnosti působí na pozici generálního manažera týmu HC CSKA Moskva ve východoevropské lize (KHL). Fjodorov je trojnásobný Mistr světa v ledním hokeji a trojnásobný majitel Stanley Cupu. U příležitosti 100. výročí NHL byl v lednu 2017 vybrán jako jeden ze sta nejlepších hráčů historie ligy. Je devátým nejproduktivnějším Evropanem v dějinách NHL.

## Individuální úspěchy
- 1988 – All-Star Tým na MSJ (Sovětský svaz)
- 1991 – NHL All-Rookie Team (Detroit Red Wings)
- 1992, 1994, 1996, 2001, 2002, 2003 – NHL All-Star Game (Detroit Red Wings)
- 1994 – 1. NHL All-Star Team (Detroit Red Wings)
- 1994 – Hart Memorial Trophy (Detroit Red Wings)
- 1994 – Ted Lindsay Award (Detroit Red Wings)
- 1994, 1996 – Frank J. Selke Trophy (Detroit Red Wings)
- 2003 – Charlamovova trofej (Detroit Red Wings)
- 2011, 2012 – Utkání hvězd KHL (Metallurg Magnitogorsk)
- 2011 – Trofej za věrnost hokeji (KHL) (Metallurg Magnitogorsk)

## Týmové úspěchy
- 1987, 1988, 1989 – Titul v Sovětské lize (CSKA Moskva)
- 1988 – Stříbro na Mistrovství světa juniorů (Sovětský svaz)
- 1989 – Zlato na Mistrovství světa juniorů (Sovětský svaz)
- 1989, 1990 – Zlato na Mistrovství světa (Sovětský svaz)
- 1990 – Zlato na Hrách dobré vůle (Sovětský svaz)
- 1995 – Presidents' Trophy (Detroit Red Wings)
- 1995 – Clarence S. Campbell Bowl (Detroit Red Wings)
- 1996 – Presidents' Trophy (Detroit Red Wings)
- 1996 – Bronz na Světovém poháru (Rusko)
- 1997 – Clarence S. Campbell Bowl (Detroit Red Wings)
- 1997 – Stanley Cup (Detroit Red Wings)
- 1998 – Stříbro na Zimních olympijských hrách (Rusko)
- 1998 – Clarence S. Campbell Bowl (Detroit Red Wings)
- 1998 – Stanley Cup (Detroit Red Wings)
- 2002 – Bronz na Zimních olympijských hrách (Rusko)
- 2002 – Presidents' Trophy (Detroit Red Wings)
- 2002 – Clarence S. Campbell Bowl (Detroit Red Wings)
- 2002 – Stanley Cup (Detroit Red Wings)
- 2008 – Zlato na Mistrovství světa (Rusko)
- 2010 – Stříbro na Mistrovství světa (Rusko)

## Prvenství

### NHL
- Debut – 4. října 1990 (New Jersey Devils proti Detroit Red Wings)
- První gól – 4. října 1990 (New Jersey Devils proti Detroit Red Wings, kanadskému brankáři Sean Burke)
- První asistence – 20. října 1990 (Detroit Red Wings proti Calgary Flames)
- První hattrick – 1. března 1994 (Detroit Red Wings proti Calgary Flames)

### KHL
- Debut – 12. listopadu 2009 (Barys Astana proti Metallurg Magnitogorsk)
- První asistence – 16. listopadu 2009 (Avangard Omsk proti Metallurg Magnitogorsk)
- První gól – 1. prosince 2009 (CSKA Moskva proti Metallurg Magnitogorsk, kanadskému brankáři Nolan Schaefer)

## Klubové statistiky

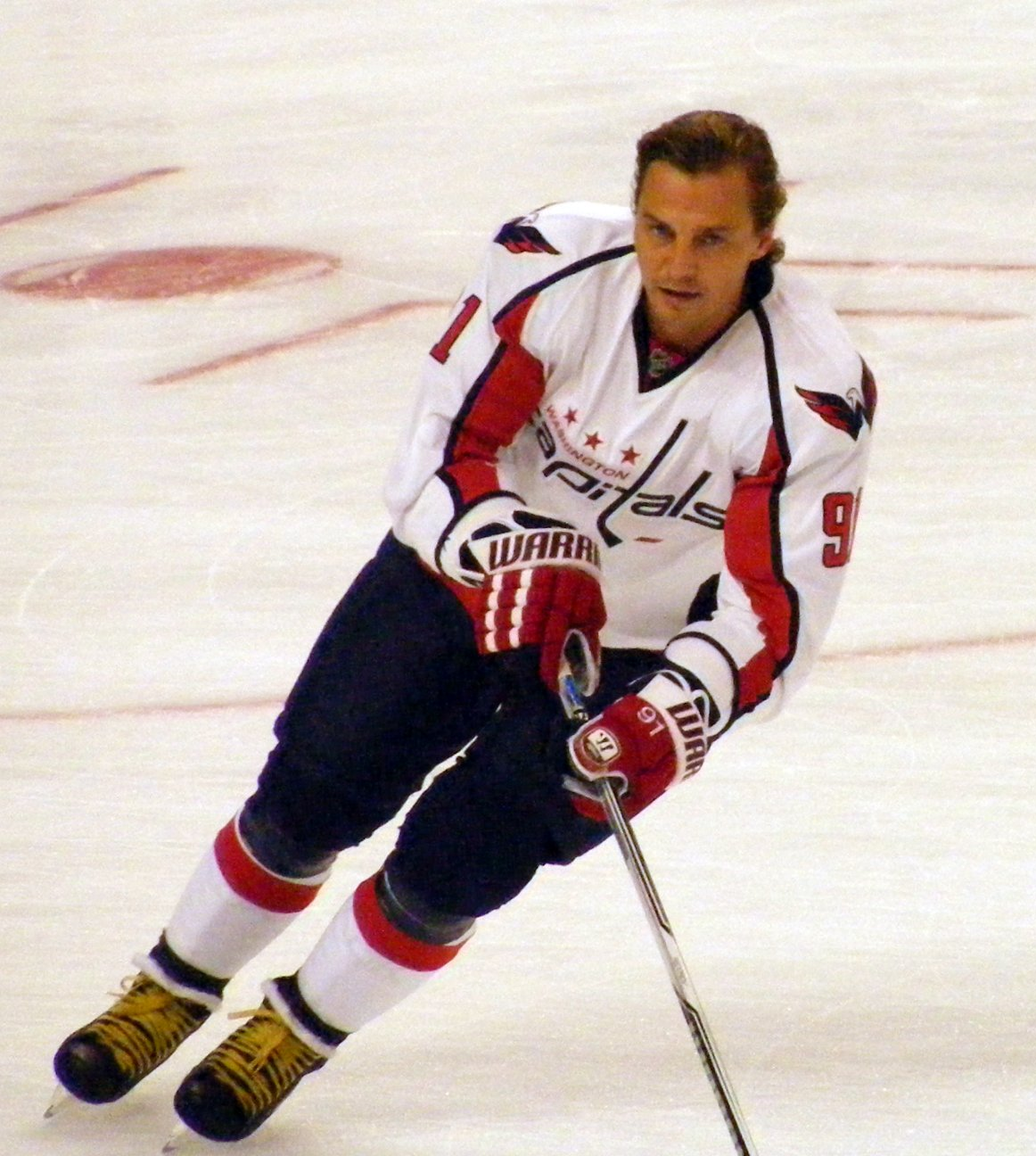
Sergej Fjodorov v dresu Washington Capitals

| Sezóna          | Klub                    | Soutěž          |      | Základní část | Základní část | Základní část | Základní část | Základní část |    | Play off | Play off | Play off | Play off | Play off |
| Sezóna          | Klub                    | Soutěž          | Z    | G             | A             | B             | TM            | Z             | G  | A        | B        | TM       |          |          |
| 1985–86         | HK Dinamo Minsk         | 2. SSSR         | 15   | 6             | 1             | 7             | 10            | —             | —  | —        | —        | —        |          |          |
| 1986–87         | CSKA Moskva             | SSSR            | 29   | 6             | 6             | 12            | 12            | —             | —  | —        | —        | —        |          |          |
| 1987–88         | CSKA Moskva             | SSSR            | 48   | 7             | 9             | 16            | 20            | —             | —  | —        | —        | —        |          |          |
| 1988–89         | CSKA Moskva             | SSSR            | 44   | 9             | 8             | 17            | 35            | —             | —  | —        | —        | —        |          |          |
| 1989–90         | CSKA Moskva             | SSSR            | 48   | 19            | 10            | 29            | 20            | —             | —  | —        | —        | —        |          |          |
| 1990–91         | Detroit Red Wings       | NHL             | 77   | 31            | 48            | 79            | 66            | 7             | 1  | 5        | 6        | 4        |          |          |
| 1991–92         | Detroit Red Wings       | NHL             | 80   | 32            | 54            | 86            | 72            | 11            | 5  | 5        | 10       | 8        |          |          |
| 1992–93         | Detroit Red Wings       | NHL             | 73   | 34            | 53            | 87            | 72            | 7             | 3  | 6        | 9        | 23       |          |          |
| 1993–94         | Detroit Red Wings       | NHL             | 82   | 56            | 64            | 120           | 34            | 7             | 1  | 7        | 8        | 6        |          |          |
| 1994–95         | Detroit Red Wings       | NHL             | 42   | 20            | 30            | 50            | 24            | 17            | 7  | 17       | 24       | 6        |          |          |
| 1995–96         | Detroit Red Wings       | NHL             | 78   | 39            | 68            | 107           | 48            | 19            | 2  | 18       | 20       | 10       |          |          |
| 1996–97         | Detroit Red Wings       | NHL             | 74   | 30            | 33            | 63            | 30            | 20            | 8  | 12       | 20       | 12       |          |          |
| 1997–98         | Detroit Red Wings       | NHL             | 21   | 6             | 11            | 17            | 25            | 22            | 10 | 10       | 20       | 12       |          |          |
| 1998–99         | Detroit Red Wings       | NHL             | 77   | 26            | 37            | 63            | 66            | 10            | 1  | 8        | 9        | 8        |          |          |
| 1999–00         | Detroit Red Wings       | NHL             | 68   | 27            | 35            | 62            | 22            | 9             | 4  | 4        | 8        | 4        |          |          |
| 2000–01         | Detroit Red Wings       | NHL             | 75   | 32            | 37            | 69            | 40            | 6             | 2  | 5        | 7        | 0        |          |          |
| 2001–02         | Detroit Red Wings       | NHL             | 81   | 31            | 37            | 68            | 36            | 23            | 5  | 14       | 19       | 20       |          |          |
| 2002–03         | Detroit Red Wings       | NHL             | 80   | 36            | 47            | 83            | 52            | 4             | 1  | 2        | 3        | 0        |          |          |
| 2003–04         | Mighty Ducks of Anaheim | NHL             | 80   | 31            | 34            | 65            | 42            | —             | —  | —        | —        | —        |          |          |
| 2005–06         | Mighty Ducks of Anaheim | NHL             | 5    | 0             | 1             | 1             | 2             | —             | —  | —        | —        | —        |          |          |
| 2005–06         | Columbus Blue Jackets   | NHL             | 62   | 12            | 31            | 43            | 64            | —             | —  | —        | —        | —        |          |          |
| 2006–07         | Columbus Blue Jackets   | NHL             | 73   | 18            | 24            | 42            | 56            | —             | —  | —        | —        | —        |          |          |
| 2007–08         | Columbus Blue Jackets   | NHL             | 50   | 9             | 19            | 28            | 30            | —             | —  | —        | —        | —        |          |          |
| 2007–08         | Washington Capitals     | NHL             | 18   | 2             | 11            | 13            | 8             | 7             | 1  | 4        | 5        | 8        |          |          |
| 2008–09         | Washington Capitals     | NHL             | 52   | 11            | 22            | 33            | 50            | 14            | 1  | 7        | 8        | 12       |          |          |
| 2009–10         | Metallurg Magnitogorsk  | KHL             | 50   | 9             | 20            | 29            | 47            | 8             | 1  | 1        | 2        | 4        |          |          |
| 2010–11         | Metallurg Magnitogorsk  | KHL             | 48   | 7             | 16            | 23            | 40            | 20            | 5  | 7        | 12       | 16       |          |          |
| 2011–12         | Metallurg Magnitogorsk  | KHL             | 43   | 6             | 16            | 22            | 36            | 10            | 1  | 3        | 4        | 6        |          |          |
| NHL celkově     | NHL celkově             | NHL celkově     | 1248 | 483           | 696           | 1179          | 839           | 183           | 52 | 124      | 176      | 133      |          |          |
| KHL celkově     | KHL celkově             | KHL celkově     | 141  | 22            | 52            | 74            | 123           | 38            | 7  | 11       | 18       | 26       |          |          |
| SSSR celkově    | SSSR celkově            | SSSR celkově    | 169  | 41            | 33            | 74            | 89            | —             | —  | —        | —        | —        |          |          |
| 2. SSSR celkově | 2. SSSR celkově         | 2. SSSR celkově | 15   | 6             | 1             | 7             | 10            | —             | —  | —        | —        | —        |          |          |

## Reprezentace
| Rok                    | Tým                    | Soutěž                 | Z  | G  | A  | B  | TM |
| ---------------------- | ---------------------- | ---------------------- | -- | -- | -- | -- | -- |
| 1987                   | Sovětský svaz 20'      | MSJ                    | 6  | 0  | 0  | 0  | 8  |
| 1988                   | Sovětský svaz          | MSJ                    | 7  | 5  | 7  | 12 | 0  |
| 1989                   | Sovětský svaz          | MSJ                    | 7  | 4  | 8  | 12 | 4  |
| 1989                   | Sovětský svaz          | MS                     | 10 | 6  | 3  | 9  | 10 |
| 1990                   | Sovětský svaz          | MS                     | 10 | 4  | 2  | 6  | 10 |
| 1991                   | Rusko                  | KP                     | 5  | 2  | 2  | 4  | 6  |
| 1996                   | Rusko                  | SP                     | 5  | 3  | 3  | 6  | 2  |
| 1998                   | Rusko                  | ZOH                    | 6  | 1  | 5  | 6  | 8  |
| 2002                   | Rusko                  | ZOH                    | 6  | 2  | 2  | 4  | 4  |
| 2008                   | Rusko                  | MS                     | 9  | 5  | 7  | 12 | 8  |
| 2010                   | Rusko                  | ZOH                    | 4  | 0  | 4  | 4  | 6  |
| 2010                   | Rusko                  | MS                     | 9  | 2  | 4  | 6  | 12 |
| Juniorská reprezentace | Juniorská reprezentace | Juniorská reprezentace | 20 | 9  | 15 | 24 | 12 |
| Seniorská reprezentace | Seniorská reprezentace | Seniorská reprezentace | 64 | 25 | 32 | 57 | 66 |

## Osobní život
V roce 2001 se si vzal za manželku tenistku Anna Kurnikovovou. Manželství skončilo rozvodem v roce 2003. V současnosti je podruhé ženatý a v roce 2016 se mu narodila dcera Aleksandra.